# 8693 Matsuki
8693 Matsuki este un asteroid din centura principală de asteroizi.

## Descriere
8693 Matsuki este un asteroid din centura principală de asteroizi. A fost descoperit pe 16 noiembrie 1992 la Kitami de Kin Endate și Kazuro Watanabe. El prezintă o orbită caracterizată de o semiaxă mare de 2,41 ua, o excentricitate de 0,16 și o înclinație de 6,9° în raport cu ecliptica.